# I. Rurik novgorodi fejedelem

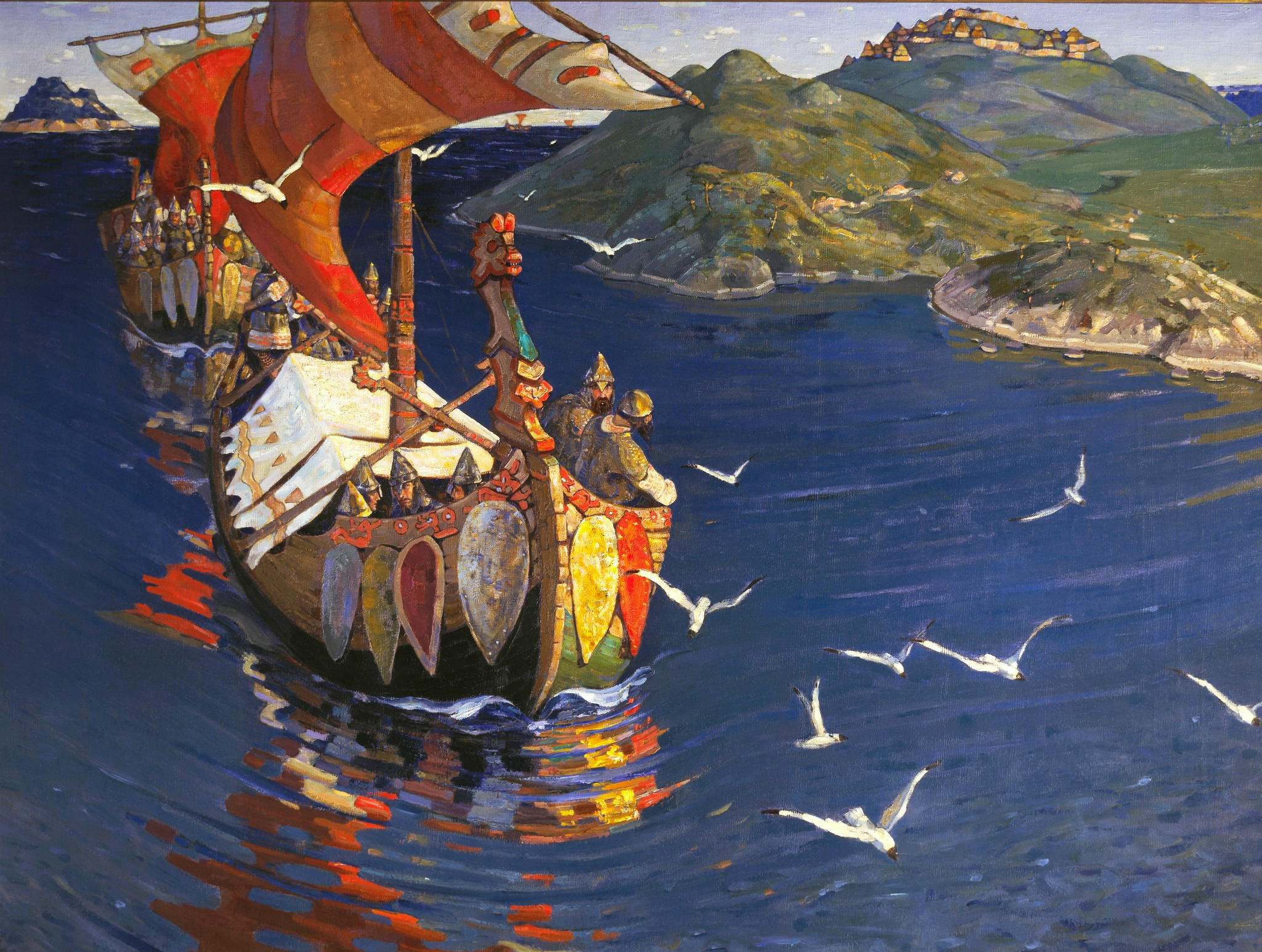
Nicholas Roerich: Varégek Oroszországban – romantikus festmény

Rurik vagy Riurik (oroszul: Рюрик), (830 körül – 879, Novgorod?) varég törzsfő. 862-ben ellenőrzést szerzett a Ladoga-tó környéke felett, felépítette a Holmgard erődítményt a mai Novgorod mellett, és megalapította a Rurik-dinasztiát, amely a 17. századig uralkodott Oroszországban.

## Neve
Nevének jelentése „híres uralkodó”, az óskandináv nyelv keleti változatában Rørik. A mai angolban megfelelője a Roderick, a spanyolban és portugálban a Rodrigo. A magyar névtárban Rodrigó alakban szerepel.
A Dzsagfar tarihi XVII. századi, vitatott hitelességű volgai bolgár krónika szerint Rurik eredeti neve Lachyn volt.

## Élete
Az első írásos információt a 11. század elején íródott orosz évkönyvek tartalmazzák róla. Eszerint a Ladoga-tó környékén élő finnugor és szláv törzsek először elűzték a varég-viking hódítót, de aztán egymás közötti harcaik miatt mégis visszahívták, hogy biztosítsa a békét.
Rurik haláláig, 879-ig hatalmon maradt. Utódai hatalmi központjukat Kijevbe költöztették és megalapították a Kijevi Ruszt.

## Emléke
A novgorodi területen van egy 9. századi temetkezési halom, hasonló az uppsalai királysírokhoz. Alapos tudományos feltárása még várat magára. A helyi hagyomány szerint ez Rurik sírja.